# Himmeldunkberg
Le Himmeldunkberg ou Himmeldunk est une montagne d'origine volcanique culminant à 888 m d'altitude, située dans le Haut-Rhön (Hohe Rhön) en Allemagne.

## Toponymie
Le nom remonte à une mention lorsque les limites de la forêt royale ont été fixées par l'empereur Henri IV à l'abbaye de Fulda en 1059. Hugimuodung signifie « montagne de la femme Hugimuot » en vieux haut allemand. En moyen haut allemand, ce nom est devenu Hügemodetunc, Hümededunc, Himmeldunk. Le nom Himmeldankberg, que l'on trouve encore parfois, est dû à une erreur de dénomination de la part des administrations et des cartographes.

## Géographie

### Situation, topographie
Le Himmeldunkberg forme un double sommet avec le Hohe Hölle, l'extrémité nord-est de la crête de Dammersfeld. À 5 km au nord-est se trouvent la Rote Moor (littéralement « lande rouge ») et le Heidelstein, la partie sud-ouest du Lange Rhön, qui fait partie du Rhön central. Le village d'Oberweißenbrunn se trouve à 2 km au sud, Bischofsheim an der Rhön à 4 km au sud-est et Gersfeld à 3 km au nord-ouest.
La ligne de partage des eaux des bassins versants Rhin-Weser passe au sommet. Le sentier de grande randonnée Rhön-Höhen-Weg (RHW) et la frontière entre la Bavière et la Hesse passent sur le versant nord, le sommet exact se situant à une centaine de mètres au sud de la frontière. Les bornes posées en 1872 témoignent de l'ancienne frontière entre le royaume de Bavière et le royaume de Prusse.
Le plateau sommital offre une vue sur Bischofsheim, le Kreuzberg, l'Osterburg, l'Arnsberg, le Schwarzen Bergen, le Schachen, l'Eierhauck, le Dammersfeld, le Reesberg, la vallée du Brend et le Sinn supérieur. Dans de très bonnes conditions de visibilité, la vue s'étend jusqu'au Fichtelgebirge.

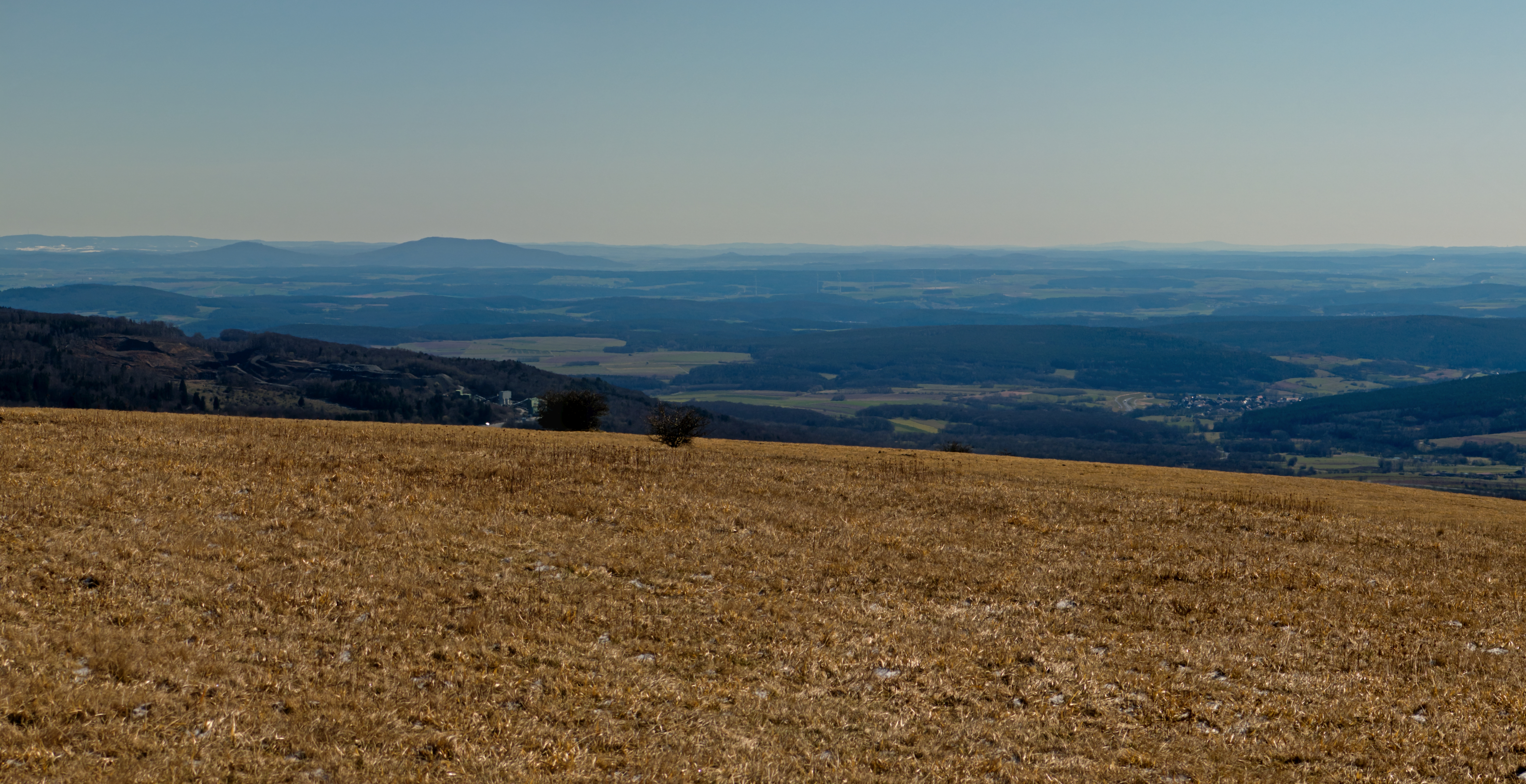
Vue éloignée sur le Gleichbergen et le Fichtelgebirge.
Vue sur le Hochrhön méridional.

### Géologie
Le Himmeldunkberg se compose principalement de roches volcaniques : du basalte et du tuf.

### Flore

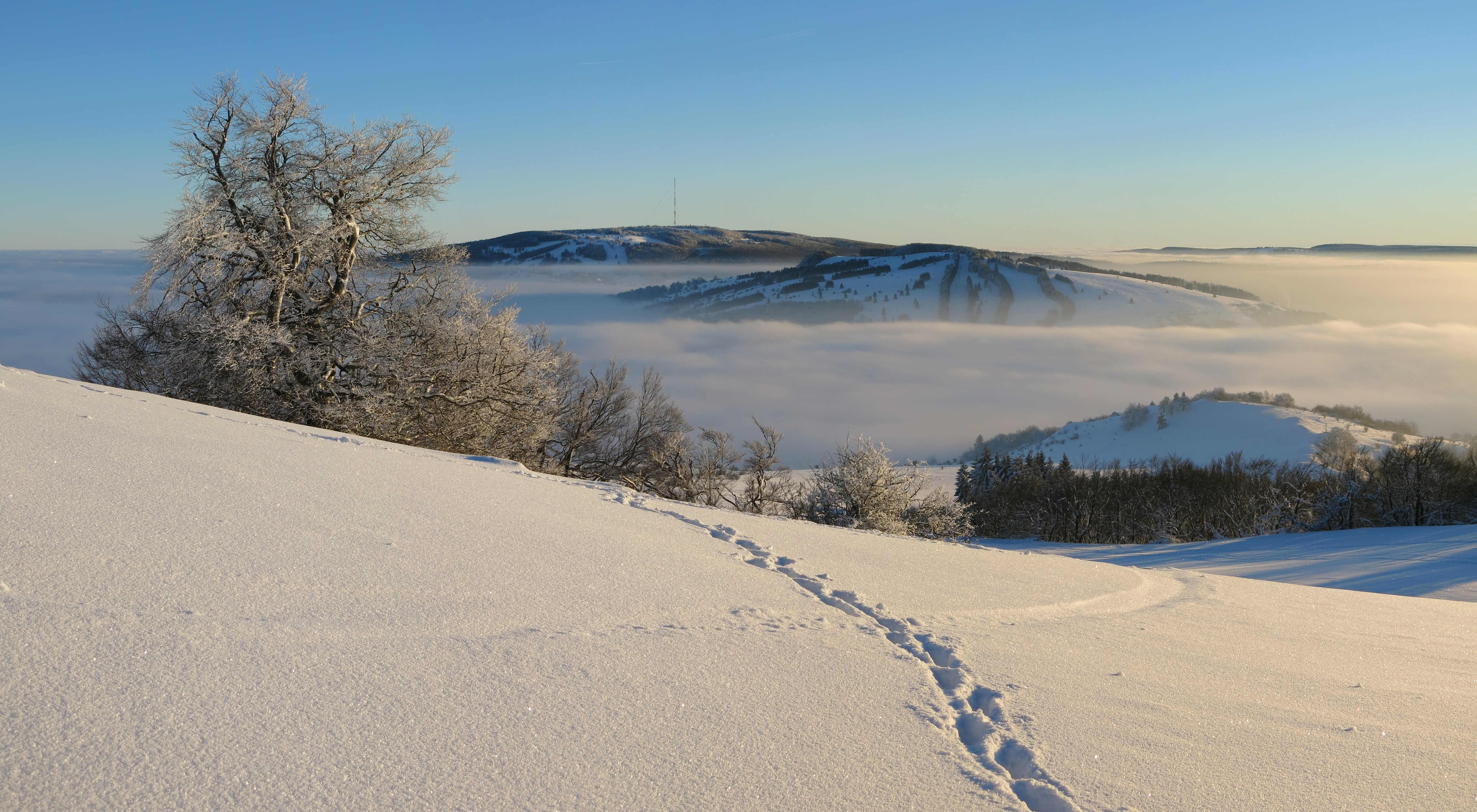
Hêtre tortillard en hiver, vue vers le Kreuzberg.

Le versant nord, en pente raide, est couvert de forêt mixte de feuillus. Le versant sud-ouest à est n'est pas boisé, on y trouve principalement des graminées, des prunelliers, des cynorrhodons, des carline acaules et des campanules.
Environ 150 m au sud-ouest du sommet se trouvent les hêtres tortillards, un groupe de vieux hêtres qui servaient autrefois de protection contre le soleil et les intempéries pour les animaux en pâture.

## Activités
Le Himmeldunkberg se situe dans une zone de tension entre la conservation de la nature et les activités récréatives : il représente d'une part une zone écologiquement sensible et unique et d'autre part, une destination attrayante pour les randonneurs et les vététistes en raison de la vue. En outre, il possède le seul terrain adapté à une exposition est/sud-est pour les sports aériens sans moteur dans un rayon d'environ 50 km. Le VTT n'est autorisé que sur les sentiers portant le panneau VTT. Les deltaplanes et les parapentes ne fréquentent plus la montagne, et l'aéromodélisme n'est possible que de manière limitée.
Sur le versant sud-est, à 835 m d'altitude, se trouve la cabane du Würzburger Bergbund, un refuge indépendant géré par la section Bergbund Würzburg du Club alpin allemand. Les projets de relocalisation de la cabane dans une zone moins conflictuelle en termes de conservation de la nature ont échoué en raison du manque de financement.